# Gle Bereguk
Gle Bereguk är en kulle i Indonesien.   Den ligger i provinsen Aceh, i den västra delen av landet, 1 800 km nordväst om huvudstaden Jakarta. Toppen på Gle Bereguk är 29 meter över havet.
Terrängen runt Gle Bereguk är platt. Havet är nära Gle Bereguk åt nordost.Runt Gle Bereguk är det mycket tätbefolkat, med 1 177 invånare per kvadratkilometer. Närmaste större samhälle är Sigli, 7,8 km öster om Gle Bereguk. Trakten runt Gle Bereguk består till största delen av jordbruksmark.